# فرودگاه هوستومل
فرودگاه هوستومل (به انگلیسی: Gostomel Airport) یک فرودگاه غیرنظامی با کد یاتا GML است که یک باند فرود بتن دارد و طول باند آن ۳۵۰۰ متر است. این فرودگاه در کشور اکراین قرار دارد و در ارتفاع ۱۵۸ متری از سطح دریا واقع شده‌است.این فرودگاه در جریان حمله روسیه به اوکراین(۲۰۲۲) به شدت آسیب دید.